# 中居正廣
中居正广（日语：／ Nakai Masahiro，1972年8月18日—）是日本一名前男艺人、主持人、歌手和演员。已解散的日本偶像組合SMAP的前成員，擔任队长直至该组合于2016年底解散 。中居正广出身于神奈川县藤泽市，曾隶属于杰尼斯事务所，现经纪公司为自己成立的悠闲会。同时担任悠闲会的代表董事兼总裁。2025年1月23日，中居正广宣布退出演艺圈。

## 職業簡歷
1986年，年仅14岁的中居正广加入杰尼斯事务所，成为一名小杰尼斯。他在娱乐圈的第一份工作就是在后乐园球场（已拆毁并在原址兴建了东京巨蛋）为“杰尼斯棒球大赛”开球。随后，他加入到“滑板男孩”。
1988年4月，中居正广正式成为SMAP的成员。
1991年9月9日，中居正广以SMAP成员的身份发行了出道单曲《Can't Stop!! -LOVING-》。
1995年，中居正广出演电视剧《厨艺小天王》，这是他首度担任电视剧男主角。 同年，他在朝日电视台节目《Sunday Jungle》中首度担任体育播报员。
1997年，中居正广担任《第48回红白歌合战》的白组主持。截至2018年，他共计出任六次主持。
从1998年起，中居正广连续担任富士电视台《FNS 27小时TV》的总主持人；之后，他又负责了2004年、2006年、2011年和2015年的主持工作。2016年，他负责转播部分的主持工作并出演部分节目。
2000年3月31日，在东京巨蛋举行的东京巨人揭幕战上担任国歌齐唱仪式的领唱。
2004年，中居正广首次成为TBS电视台奥运转播的前方报道记者；随后自2006年开始，他就一直出任该电视台的体育记者。
2009年，中居正广成为第二届“世界棒球经典赛”朝日电视台的日本棒球队后援团的队长。同年，出席《迈克尔·杰克逊：就是这样》全球首映礼，他是日本唯一受邀嘉宾。
2013年，在第三届“世界棒球经典赛”上，中居正广成为日本棒球机构认证的日本棒球史上第一位“官方后援队长”。 同时他也负责主持由朝日电视台和TBS电视台联合转播的世界棒球经典赛。
2016年，中居正广接受了喉部肿瘤摘除手术。
2016年12月31日，SMAP解散，中居正广成为独立艺人。
2017年3月，中居正广被世界棒球经典赛官方任命为赛事支持者。
2020年2月21日，中居正广召开记者会并公开宣布将于同年3月31日结束与杰尼斯事务所的经纪合约。
2022年7月，因急性阑尾炎入院并接受手术；11月，宣布因身体原因休养，至次年1月恢复工作。
2025年1月23日，因下述的争议事件中居宣布引退。

## 爭議事件
2024年12月19日，《女性seven》报導中居正广与女性发生纠纷，支付9000万日元和解费，并签订保密协议。25日，《周刊文春》跟进报導称，2023年6月，中居在由富士电视台高层组织的饭局中性侵同席女性，被媒體稱為「性朝貢」。报導发酵后，各大电视台开始陆续剪辑中居出演的节目镜头。2025年1月9日，中居发布声明，称“确实存在纠纷”，双方已透过代理人达成和解，并就事件造成的风波致歉，又称部分报導与事实不符，否认在事件中使用暴力，並將繼續演藝工作。2025年1月17日，富士电视台社长港浩一在记者会上致歉，称在2023年6月已知悉中居事件，并表示将成立以第三方律师为中心的调查委员会，但此記者會不開放未加入記者俱樂部的媒體參加，並且不允許拍攝或直播，引起媒體與輿論強烈不滿。至1月20日，日本超過50家知名企業宣布停止在富士電視台投放廣告；同時，中居正廣手上的5檔電視常規節目與1檔廣播常規節目，全數將他撤換或暫停播出。有媒體估計稱，中居可能將面臨高達十億日元的代言違約金索償。

## 獲獎歷史
| 年份   | 獎名               | 獎項       | 作品及角色               |
| ------ | ------------------ | ---------- | ------------------------ |
| 1996年 | 桥田奖             | 新人奖     |                          |
| 1995年 | 第4回日劇學院賞    | 最佳男主角 | 伊桥悟《厨艺小天王》     |
| 1997年 | 第14回日劇學院賞   | 最佳男主角 | 夏目透《最后之恋》       |
| 2004年 | 第40回日劇學院賞   | 最佳男主角 | 和贺英良《砂之器》       |
| 2008年 | 第21届石原裕次郎奖 | 最佳男主角 | 清水丰松《我想成为贝壳》 |

## 演出作品
本章節列舉的為中居正廣以個人身份出演之作品，中居正廣以團隊身份出演之作品請參看SMAP。

### 綜藝節目

#### 已停播的常规节目
- 森田一义的笑笑也无妨！（1994年4月-2014年3月，富士电视台）
- 笑笑也无妨！增刊号（日语：笑っていいとも!増刊号）（1994年4月-2014年3月，富士电视台）
- OH！L俱乐部（日语：OH!エルくらぶ）（1994年10月-1996年3月，朝日电视台）
- 寻找怀疑第二季（日语：ダウトをさがせ!）（1994年10月-1995年2月，每日放送制作，TBS电视网）
- everybody be comfortable!!!!（日语：生さんま みんなでイイ気持ち!）（1995年10月 - 12月，富士电视台）
- 中居君溫泉（日语：中居くん温泉） （1996年7月 - 1998年3月，讀賣電視台）
- UTABAN （1996年10月 - 2010年3月，TBS电视网）
- 中居正廣的我們都生存著（日语：中居正広のボクらはみんな生きている） （1997年10月 - 1998年9月，富士电视台）
- Saturday SMAP（日语：サタ☆スマ）（1998年10月 - 2002年3月，富士电视台）
- 中居正廣的給SMAP們的星期五（2001年10月 - 2016年2月，TBS电视网）
- Delivery SMAP（日语：デリバリー・スマップ デリ!スマ）（2002年4月 - 12月，富士电视台）
- 別れてもチュキな人・ワカチュキ（日语：ワカチュキ）（2002年10月 - 2004年7月，日本電視台）
- スマ夫（日语：スマ夫）（2003年1月 - 2003年3月，富士电视台）
- 中井正廣的黑色綜藝（日语：中井正広のブラックバラエティ）（2004年7月 - 2013年3月，日本電視台）
- 中居正廣的可疑傳說匯集圖書館（日语：白黒ジャッジバラエティ 中居正広の怪しい噂の集まる図書館）（2011年10月 - 2013年3月，朝日电视台）
- うもれびと（日语：うもれびと）（2012年4月 - 2012年9月，富士电视台）
- 火曜曲!（2012年4月 - 2013年9月，TBS电视网）
- 中居正广的怪谈图书馆（日语：中居正広のミになる図書館）（2013年4月- 2019年3月11日，朝日电视台） - 主持人
- Momm!!（2015年10月19日-2017年9月26日 ，TBS电视台）[29] - 主持人
- 中居之窗（2012年10月 - 2019年3月27日，日本电视台） - 主持人
- 世界惊奇新闻（日语：ザ!世界仰天ニュース）（2001年4月- ，日本电视台） - 主持人
- 中居正广的致周五我们的微笑们[30][31] （2016年2月12日- 2025年1月20日，TBS电视台） - 主持人

#### 定期特别节目
- 笑笑也無妨!特大號（日语：笑っていいとも!特大号）（1994年 - 2014年，富士電視台）
- FNS27時間電視（日语：FNS27時間テレビ）（1996年 - ，富士電視台） 
  - 1998年 - 2000年、2004年、2006年、2011年、2015年擔任總主持人。
  - 2016年擔任MC接力。
  - FNS27時間電視（日语：FNS27時間テレビ）「明石‧中居 今夜都不睡（日语：さんま・中居の今夜も眠れない）」（2000年 - ，富士電視台）
- 富士電視台番組改編期特番（2001年 - 2012年） 
  - 笑笑也無妨!春秋祭典特別篇（日语：笑っていいとも!春・秋の祭典スペシャル）（2001年 - 2009年春・秋，富士電視台）
  - 中居正廣的2008Super Festival保齡球大賽(現場直播)（日语：中居正広の(生)スーパードラマフェスティバル）（2006年 - 2009年夏・冬，富士電視台） - 主持人
  - 夜晚笑笑也無妨!春秋電視劇特大號（日语：夜の笑っていいとも!春・秋のドラマ特大号）（2010年 - 2011年春・秋，富士電視台）
  - 塔摩利‧中居的戲劇起居室（日语：タモリ・中居のドラマチック・リビングルーム）（2011年秋 - 2012年秋，富士電視台） - 主持人
- 中居的乘數題（日语：中居のかけ算）（2011年 - 2016年，富士電視台） - 主持人
- 特別星期四（日语：スパモク!!）・DRAFT特別現場直播! お母さんありがとう（日语：ドラフト緊急生特番!お母さんありがとう）（2012年 - ，TBS電視台） - NAVIGATOR・主持人

### 電台節目
- 早安SMAP（日语：おはようSMAP）（1992年-2009年，TOKYO FM）
- 中居正广的ALL NIGHT日本（日语：中居正広のオールナイトニッポン）(1993年11月-1994年10月，日本放送）
- 中居正广的WOO YAH SMAP（1995年4月-1996年9月，FM NACK5）
- 中居正广 ON&ON AIR（1995年7月-2025年1月4日 ，日本放送）
- 慈善音乐广播（日语：ラジオ・チャリティー・ミュージックソン）（1996年12月24日-12月25日、1997年12月24日-12月25日，日本放送）

### 舞台劇
- 彩虹街的人（レインボー通りの人々）（1992年，东京宝塚剧场） - 饰演 光之

### 電視劇
- 危險少年III（日语：あぶない少年III） （1988年，東京電視台）-飾演 中居正廣
- 時間ですよ平成元年（日语：時間ですよ） （1989年，TBS電視台）-飾演 宝田ヒロシ
- 若さま侍捕物帖 陰謀渦巻く江戸城大奥の秘密（日语：若さま侍捕物手帖） （1991年，朝日電視台 ）
- 校園威鳳（日语：学校へ行こう! (テレビドラマ)）（1991年，富士電視台）- 飾演  松田克巳
- 校園威鳳特別篇（日语：学校へ行こう! (テレビドラマ)）（1992年，富士電視台）- 飾演 弘志
- もっと、ときめきを~ふたりまでの距離~（1992年，日本電視台）
- 愛よ眠らないで（日语：ドラマシティ (2時間ドラマ番組)）（1993年，日本電視台）-飾演 古賀守
- 腕におぼえあり3（日语：腕におぼえあり）（1993年，NHK綜合頻道）-飾演 渋谷雄之介
- 君に伝えたい（日语：君に伝えたい）「東京純愛症候群」（1993年，TBS電視台）-飾演 杉山俊介
- 世界奇妙物語秋季特別篇 23歲的老人（1995年，富士電視台）- 飾演 老田和之
- 廚藝小天王（日语：味いちもんめ）（1995年，朝日電視台 ）- 飾演 伊橋悟
- 燦爛的季節（日语：輝く季節の中で）（1995年，富士電視台）- 飾演 樋口慎一
- 光輝的鄰太郎（日语：輝け隣太郎）第6話，第9話（1995年，TBS電視台）-嘉賓
- 廚藝小天王2 京都篇（日语：味いちもんめ）（1996年，朝日電視台 ）- 飾演 伊橋悟
- 浪花金融道（1996年，富士電視台）- 飾演 灰原達之
- 誰かが誰かに恋してる（日语：誰かが誰かに恋してる）（1996年，TBS電視台）- 飾演 石田健太郎
- 勝利女神（1996年，關西電視台）- 飾演 吉本康平
- 世界奇妙物語秋季特別篇 不定期的巴士客（1996年，富士電視台）- 飾演 岡田
- 浪花金融道2（1996年，富士電視台）- 飾演 灰原達之
- 理想與友情（日语：僕が僕であるために (テレビドラマ)）（1997年，富士電視台）- 飾演 成瀨隼人
- 一個烈愛無間道（日语：いいひと。）（1997年，關西電視台） 友情演出
- 伴我情深（日语：最後の恋）（1997年，TBS電視台） - 飾演 夏目透
- 浪花金融道3（1998年，富士電視台）- 飾演 灰原達之
- 手足情深（1998年，富士電視台）- 飾演 藤原真心
- 紳士刑警特別篇VS SMAP（1999年，富士電視台） - 飾演 中居正廣
- 明天會更好（1999年，TBS電視台）- 飾演 黑沢丈一
- 浪花金融道4（1999年，富士電視台）- 飾演 灰原達之
- 傳說中的教師（日语：伝説の教師）（2000年，日本電視台）- 飾演 風間大輔
- 浪花金融道5（2000年，富士電視台）- 飾演 灰原達之
- 世界奇妙物語SMAP之特別篇（2000年，富士電視台）- 飾演 相良洋二
- 白影（2001年，TBS電視台）- 飾演 直江庸介
- 白影特別版（2003年，TBS電視台）- 飾演 直江庸介
- 砂之器（2004年，TBS電視台）- 飾演 和賀英良
- 浪花金融道6（2005年，富士電視台）- 飾演 灰原達之
- 結婚萬歲（2009年，富士電視台）- 飾演 雨宮邦之
- SMAP毒蕃茄事件（2010年，朝日電視台 ）
- 廚藝小天王特別篇（日语：味いちもんめ）（2011年，朝日電視台 ）- 飾演 伊橋悟
- 自閉天才ATARU （2012年，TBS電視台）- 飾演 豬口宅ATARU
- 自閉天才ATARU特別篇（2013年，TBS電視台）- 飾演 豬口宅ATARU
- 廚藝小天王特別篇（日语：味いちもんめ）（2013年，朝日電視台 ）- 飾演 伊橋悟
- 錢的戰爭（2015年，富士電視台）友情演出 灰原達之
- 浪花金融道7（2015年，富士電視台）- 飾演 灰原達之

### 動畫片
- 海螺小姐（1999年，FNS 27小时电视） - 饰演 十文字
- 海螺小姐（2000年7月9日，FNS 27小时电视） - 饰演
- 海螺小姐（2004年7月25日，FNS 27小时电视） - 饰演 动物医院院长
- 海螺小姐（2011年7月24日，FNS 27小时电视） - 饰演 中居正广
- 海螺小姐（2014年7月27日，FNS 27小时电视） - 饰演 正弘
- 海螺小姐（2015年7月26日，FNS 27小时电视） - 饰演 中居正广

### 紀錄片
- 证言记录 平民的战争（2009年8月9日-8月13日，NHK卫星数字高清频道）
- 别忘了，我们的战争～中居正广所听到的战场声音～（2009年8月14日，NHK综合频道）

### 電影
- Private Lessons（日语：プライベート・レッスン）（1993年）-飾演 金子浩二

- 足球風雲 （1994年）-飾演 田仲俊彥

- 第2回欽ちゃんのシネマジャック（日语：欽ちゃんのシネマジャック）「なんかヘン? Part2」（1994年）-飾演 息子

- 模仿犯（2002年） -飾演 網川浩一

- 我想成為貝殼 （2008年）-飾演 清水豊松

- 春之櫻：吟子和他的弟弟（日语：おとうと (2010年の映画)）（2010年） -友情演出

- 自閉天才ATARU劇場版（日语：劇場版 ATARU THE FIRST LOVE & THE LAST KILL） （2013年）-飾演 豬口在

- 手をつないでかえろうよ〜シャングリラの向こうで〜（日语：手をつないでかえろうよ〜シャングリラの向こうで〜） （2016年） -友情演出 蘇我皇慈

### 遊戲
- 偶像大师灰姑娘女孩 星光舞台（2016年，Android、iOS） - 饰演 中居君

## 書籍雜誌
- 中居正广著・Music clamp编《SMAP MIND―中居正广音乐对谈〈Vol.1〉》（1997年，幻冬舍）ISBN 978-4-87728-151-9
- 中居正广著・Music clamp编《SMAP MIND―中居正广音乐对谈〈Vol.2〉》（1997年，幻冬舍）ISBN 978-4-87728-160-1
- 中居正广著・Music clamp编《SMAP MIND―中居正广音乐对谈〈Vol.3〉》（1997年，幻冬舍）ISBN 978-4-87728-176-2
- 中居正广著・Music clamp编《SMAP MIND―中居正广音乐对谈〈Vol.4〉》（1997年，幻冬舍）ISBN 978-4-87728-177-9

### 写真集
- 全便装的中居正广增刊号〜闪耀〜（2009年8月18日，扶桑社）ISBN 978-4594060183
- 全便装的中居正广增刊号〜闪耀〜Part2（2012年12月11日，扶桑社）ISBN 978-4594067335
- 全便装的中居正广增刊号〜闪耀〜Part3（2013年1月15日，扶桑社）ISBN 978-4594067403
- 全便装的中居正广增刊号〜闪耀〜Part4 （2014年4月18日，扶桑社）ISBN 978-4594070342

### 杂志连载
- 月度连载专栏《SMAP中居正广主笔“彻底的棒球情人！！”》（《周刊Baseball（日语：週刊ベースボール）》2016年4月11日号-，Baseball杂志社（日语：ベースボール・マガジン社））

## 音像作品
- 背号3 来自长崎的感谢！！（2002年3月21日，帝蓄娱乐（日语：テイチクエンタテインメント））
  - 记录长崎茂雄个人经历的传记CD，中居正广配音。[32]

### 腳註
1. ↑  また、グループができてから、のちにリーダーを名乗った[9][10]。

### 出典
1. ↑  . Modelpress. 2017-01-04  [2017-04-22]. （原始内容存档于2020-11-05）.
2. ↑  . ORICON. 2015-02-06  [2017-04-22]. （原始内容存档于2020-11-21）.
3. 1 2  . ローソンHMVエンタテイメント. 2003-09-23  [2016-01-05]. （原始内容存档于2020-05-22）.
4. ↑  哈日劇. . 好享看影視娛樂網.   [2017-10-22]. （原始内容存档于2017-10-22）.
5. 1 2 3  . 日本雅虎. Oricon News.   [2020-02-22].[永久]
6. 1 2 3  曾薇心. . 大纪元.   [2020-06-29]. （原始内容存档于2020-11-05）.
7. ↑  . 杰尼斯事务所.   [2020-02-22]. （原始内容存档于2020-11-05）.
8. 1 2  . Johnny's net.   [2017-04-22]. （原始内容存档于2020-11-07）.
9. ↑  . 朝日新聞digital (朝日新聞社). 2016-12-27  [2016-12-31]. （原始内容存档于2017-01-01）.
10. ↑  . 日経エンタテイメント!. 日本経済新聞. 2016-12-21  [2016-12-10]. （原始内容存档于2017-01-10）.
11. ↑  . ORICON NEWS. 2025-01-23  [2025-01-23]. （原始内容存档于2025-02-07）.
12. ↑  . oricon. 2013-02-25  [2015-05-06]. （原始内容存档于2020-11-22）.
13. ↑  . webザテレビジョン. 2013-02-11  [2013-06-24]. （原始内容存档于2013-05-15）.
14. ↑  . スポーツ報知. 2015-06-27  [2015-09-14]. （原始内容存档于2015-09-14）.
15. ↑  . Sponichi Annex. 2016-08-20  [2016-08-20]. （原始内容存档于2018-08-08）.
16. ↑  . 日本雅虎. 日刊体育.   [2020-02-22]. （原始内容存档于2020-02-21）.
17. ↑  . 日刊スポーツ. 2022-11-04  [2025-01-17]. （原始内容存档于2025-01-20）.
18. ↑  . サンスポ. 2023-01-14  [2025-01-17]. （原始内容存档于2025-01-21）.
19. ↑  . 2025-01-23  [2025-01-23]. （原始内容存档于2025-02-06）.
20. ↑  . 日刊スポーツ. 2025-01-26  [2025-01-17]. （原始内容存档于2025-01-24）.
21. ↑  . 联合早报. 2024-12-26  [2025-01-17]. （原始内容存档于2024-12-29）.
22. ↑  . 47NEWS. 2025-01-09  [2025-01-17]. （原始内容存档于2025-01-21）.
23. ↑  . 47NEWS. 2025-01-17  [2025-01-20]. （原始内容存档于2025-01-23）.
24. ↑  . ORICON NEWS. 2025-01-17  [2025-01-20]. （原始内容存档于2025-01-24）.
25. ↑  . TVBS新聞網. 2025-01-18  [2025-01-20]. （原始内容存档于2025-02-04）.
26. ↑  . 自由時報. 2025-01-20  [2025-01-21]. （原始内容存档于2025-02-06）.
27. ↑  . 中央社. 2025-01-20  [2025-01-21]. （原始内容存档于2025-02-05）.
28. ↑  . 風傳媒. 2025-01-20  [2025-01-21]. （原始内容存档于2025-01-22）.
29. ↑  . 音楽ナタリー. 2015-10-15  [2015-10-15]. （原始内容存档于2020-11-21）.
30. ↑  . エキサイトニュース. 2016-02-10  [2016-02-12]. （原始内容存档于2018-08-11）.
31. ↑  . クランクイン！. 2016-03-03  [2016-03-16]. （原始内容存档于2017-10-24）.
32. ↑  背番号3 長嶋さんありがとう！！ （页面存档备份，存于） テイチクエンタテインメントHP 2016-03-26閲覧

## 外部連接
- 經紀公司「のんびりなかい」官方網站（日語）
- のんびりなかい的X（前Twitter）（日語）
- 傑尼斯事務所 > 中居正廣 （页面存档备份，存于）（日語）
- 中居正廣在互联网电影资料库（IMDb）上的資料（英文）
- 日本電影數據庫（JMDb）上中居正廣的資料（日語）
- 中居正廣在豆瓣上的资料（简体中文）